# 森久子
森久子（日语：／ Mori Hisako，1964年5月4日—），日本已退役女子羽球運動員，出生於神奈川縣。

## 簡歷
森久子與陣內貴美子一起參加1992年夏季奧林匹克運動會羽毛球比賽女子雙打項目。在第一輪比賽中，兩人以2:1戰勝了丹麥的佩妮萊·杜邦和格蕾特·摩根森。但是下一輪中，她們輸給來自中國的林燕芬和姚芬，獲得了第9名。 
在全日本綜合羽球錦標賽方面，自1988年起，她與陣內貴美子連續獲得三屆女子雙打冠軍。1991年，兩人一起贏得中華台北羽球公開賽女子雙打冠軍，同年，兩人參加了全英羽球公開錦標賽，在決賽中輸給了韓國的鄭素英與黃惠英組合。